# Schmalbach (Michelbach)
Der Schmalbach ist ein gut anderthalb Kilometer langer, zeit- und abschnittsweise Wasser führender Wiesen- und Waldbach im hessischen Hochtaunuskreis. Er ist ein rechter und westlicher Zufluss des Michelbaches. Er liegt, zusammen mit einem Zufluss, größtenteils im etwa 60 ha großen FFH-Gebiet Nummer 5617-303, Usa zwischen Wernborn und Ober-Mörlen.

## Geographie

### Verlauf

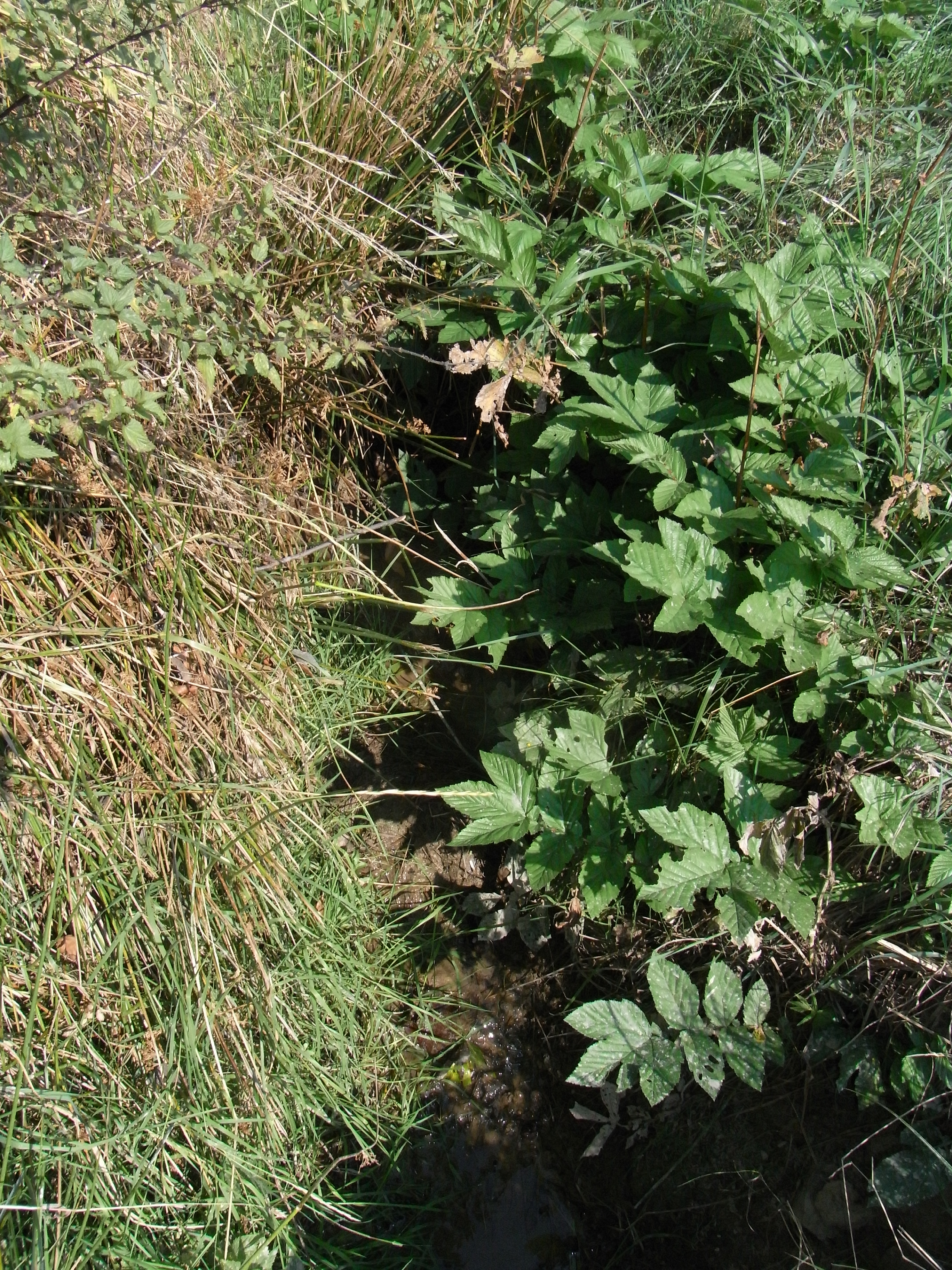
Quelle im Straßengraben

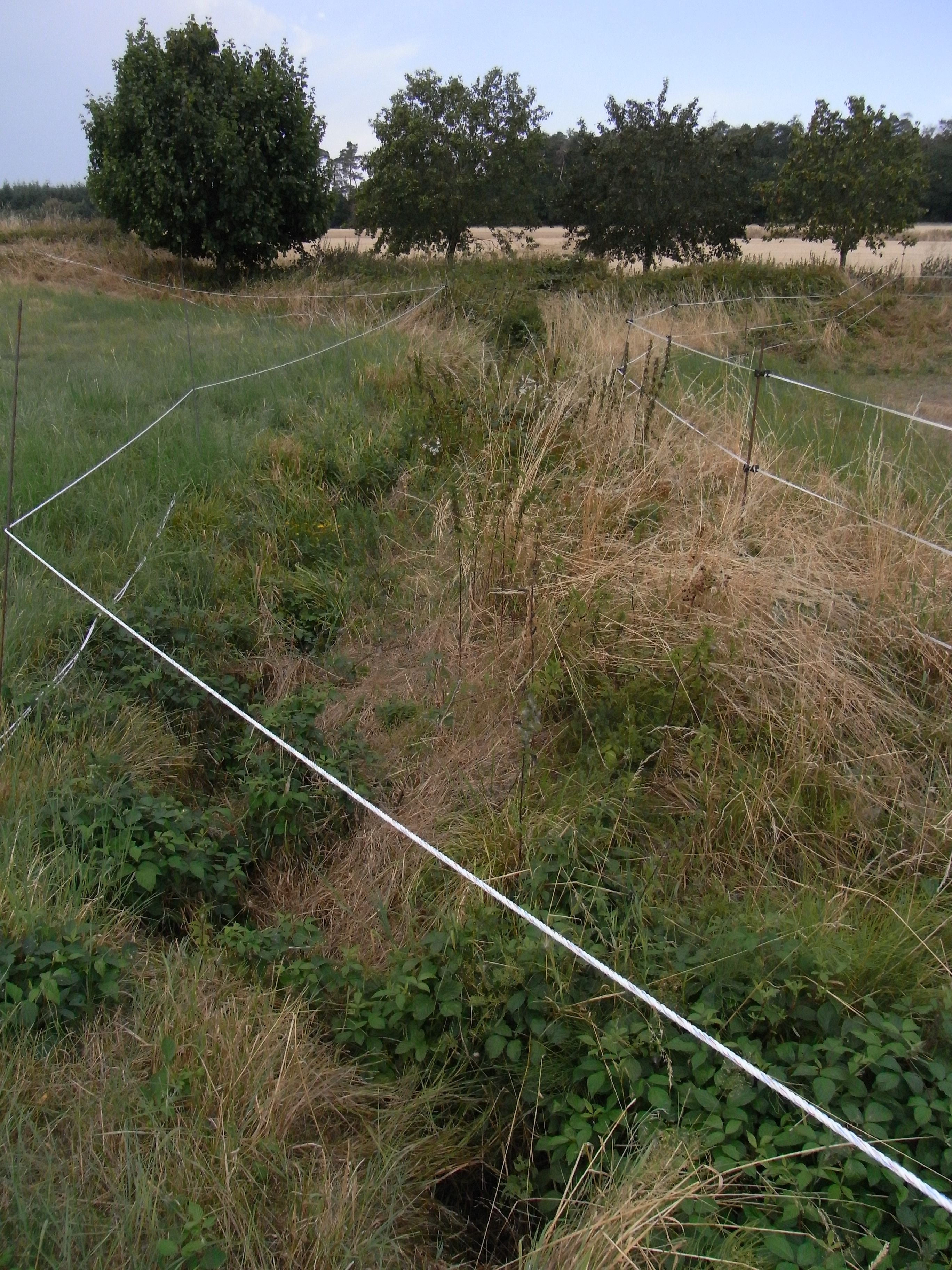
Weideland unter Quelle

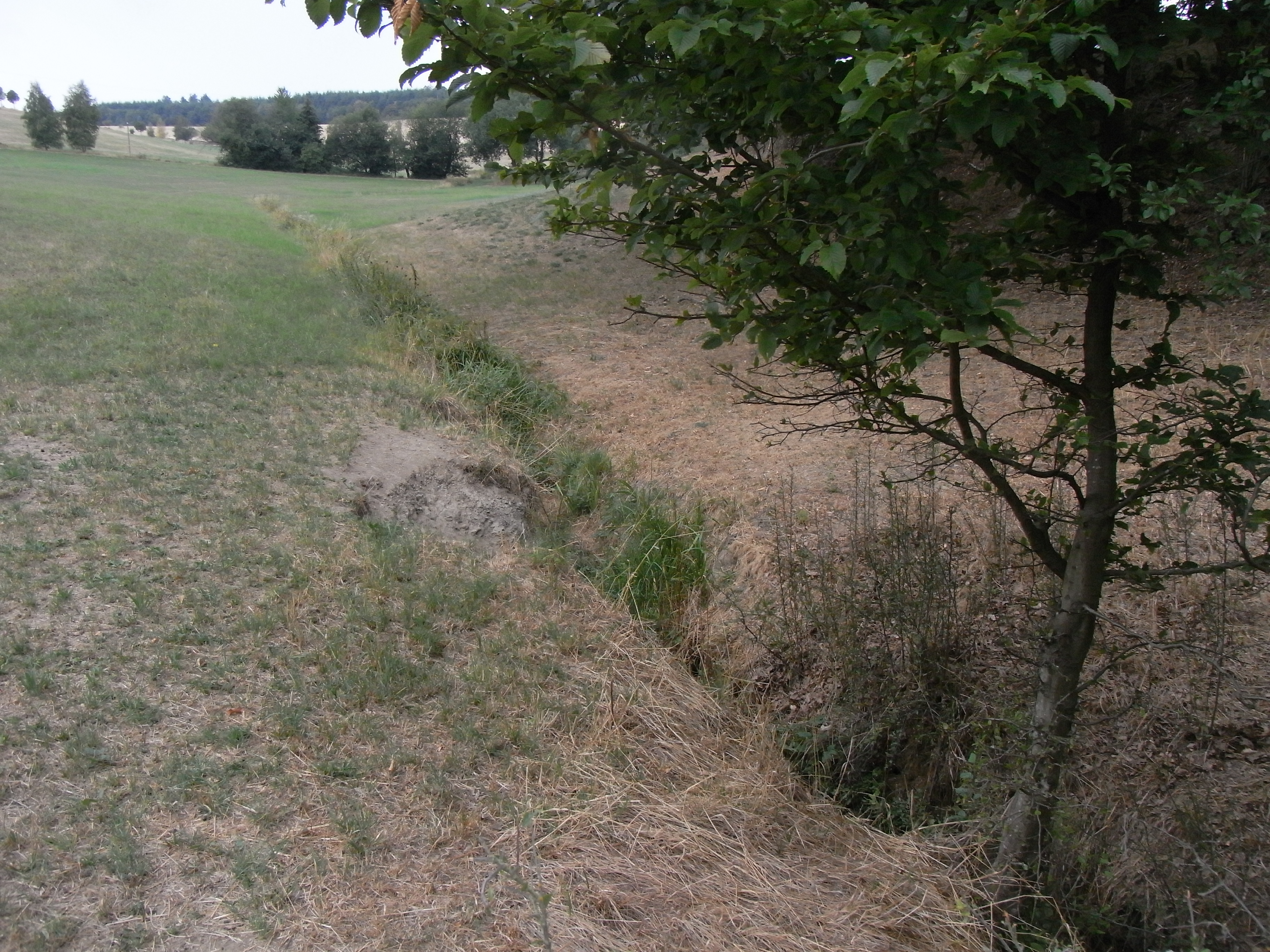
Übergang Weide/Sukzession

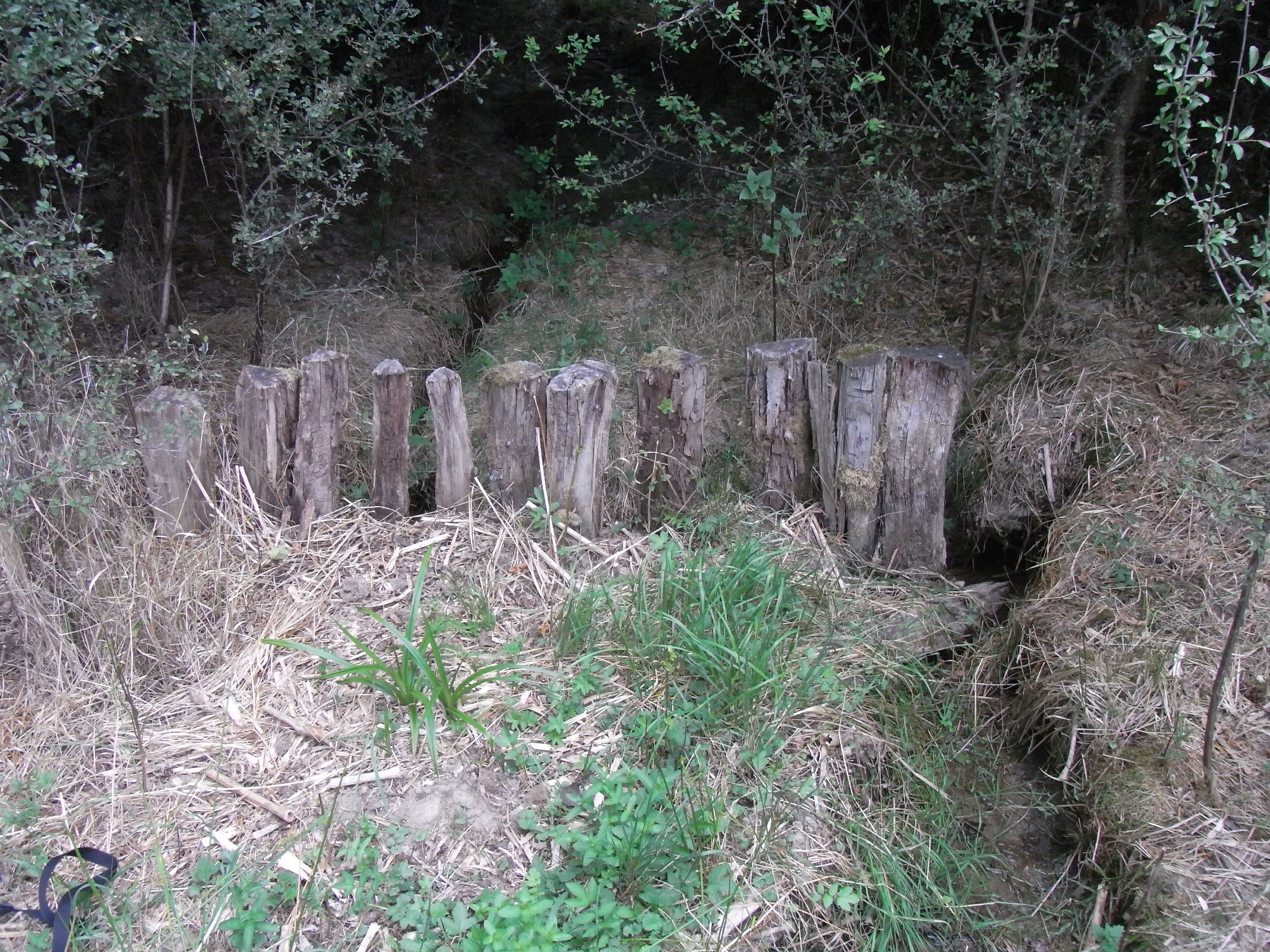
Ein hölzerner Ausbau

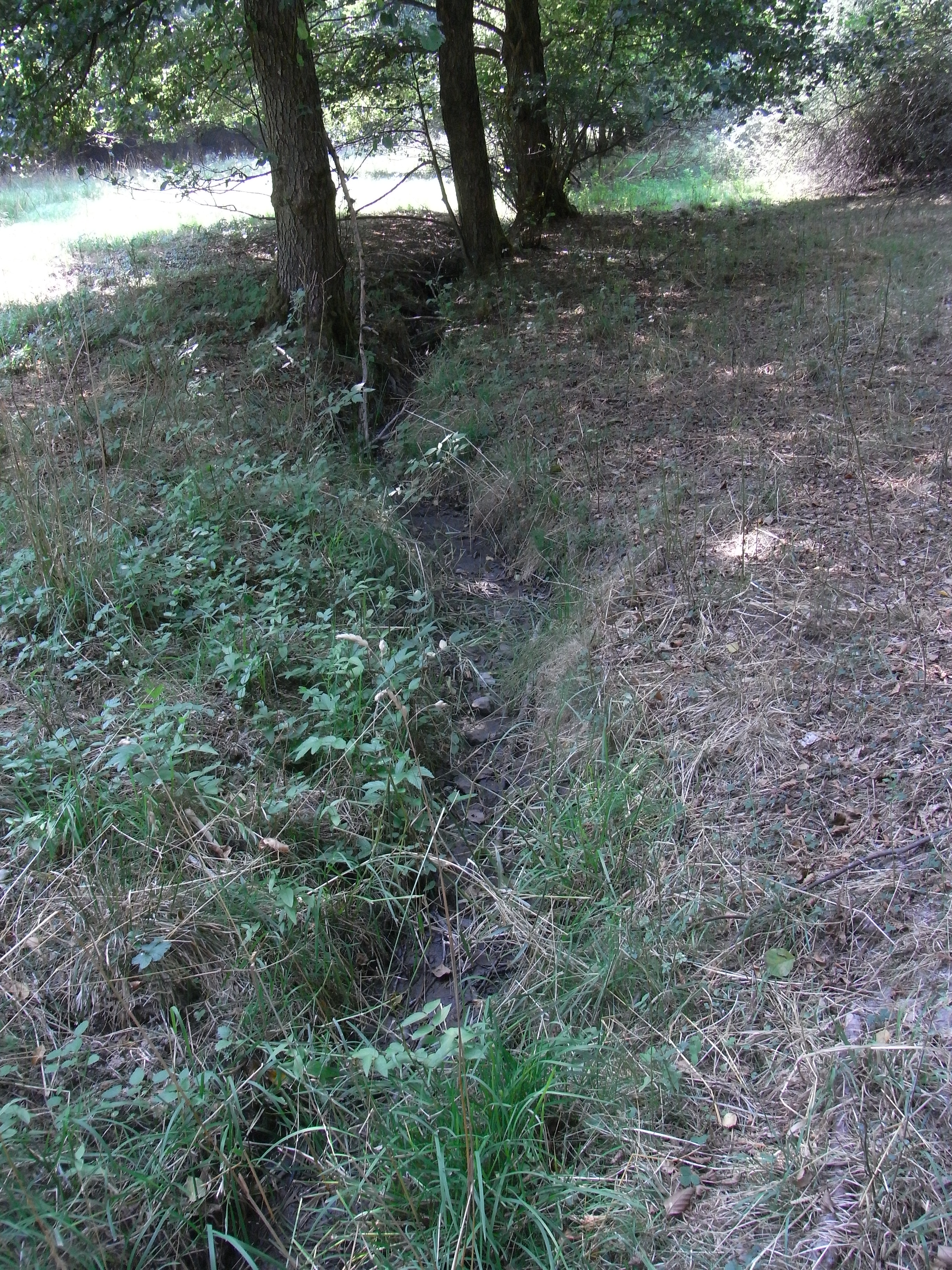
Umfließung Teiche

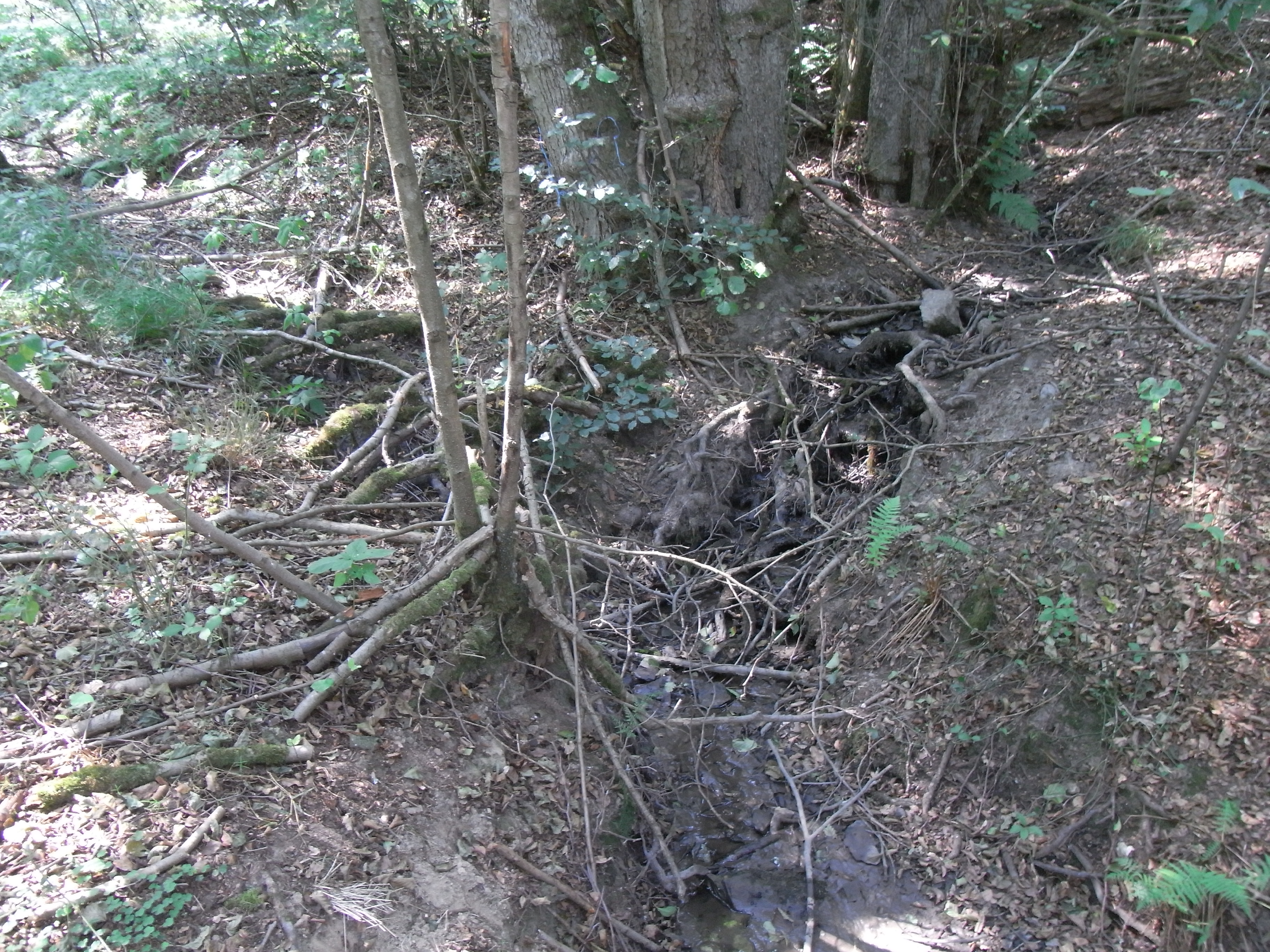
Mündung Umfließung

Der Schmalbach entspringt ⊙ auf 360 m ü. NN im Östlichen Hintertaunus zwischen dem Usinger Stadtteil Eschbach im Südwesten und dem Butzbacher Stadtteil Maibach im Nordosten, Mitten im von den drei Erhebungen Hasenberg (420 m ü. NN), Pfaffenkopf (397 m ü. NN) und Eichkopf (395 m ü. NN) aufgespannten Dreieck im Graben an der Nordwestseite des asphaltierten Maibacher Wegs von Eschbach zum Birkenhof auf Eschbacher Grund. Mehrere dort angepflanzten Elsbeeren, die in Gruppen auch den Weg begleiten, markieren die Quelle in der ackerbaulich genutzten Landschaft.
Per Durchlass unter dem Weg gelangt der Schmalbach in eine Grünlandflur und rinnt in geraden Abschnitten ostwärts den Südhang des Hasenbergs hinab. Südlich des Birkenhofs bei Fluss-km 1,4 ist am linken Ufer hinter Dämmen ein Teich aufgestaut, der an einen befestigten Weg zum Hof grenzt. Hier mündet ein Straßengraben auf der Nordseite des Wegs von rechts in den Schmalbach. Im Gewann In der unteren Schmalbach gelangt er an einen Waldrand, in dem ein hier alleeartig gestalteter Waldweg längs durch das Schmalbachtal beginnt. In der sich östlich anschließenden schmalen Wiese bis zur Grenze zur Gemarkung des Usinger Stadtteils Wernborn finden sich hölzerne Reste eines Ausbaus des Gewässers (siehe Bild). Die Wiese ist zunehmender Sukzession überlassen (vergl. mit Luftbild von etwa 1960). Sie wird sommers periodisch von einer Schafherde landschaftsgepflegt. Am östlichen Ende der verkrauteten Wiese auf moorig weichem Boden mündet ein Zufluss aus der Gemarkung Esperheck von links. Er liegt im FFH-Gebiet Usa zwischen Wernborn und Ober-Mörlen. Damit mündet, etwa bei km 0,95, auch der Schmalbach in selbiges und in einen jungen Wald. Der Bachlauf verliert damit auch seinen geraden Grabencharakter. Etwa bei km 0,8 steht an einem befestigten Waldweg wenige dam vom rechten Ufer entfernt im Hang des Eichkopfs ein Wasserwerk ⊙, dessen Abflüsse hinab zum Schmalbach rinnen. Das Tal zwischen Hasenberg im Norden und Eichkopf im Süden weitet sich im Gewann In der Schmalbach und wird eben bei geringem Gefälle. Ein Weg quert das Tal an seiner weitesten Stelle auf einem niedrigen Damm, der das Esperheck im Norden, wo ein unbedeutender Zufluss des Schmalbachs seinen Anfang nimmt, mit Wernborn im Süden verbindet. Oberhalb des Damms ist die Flur noch offen, was auch daran liegt, dass einige kleine aufgelassene Fischteiche noch nicht lange verlandet sind und vorübergehend als Amphibienschutzgebiet genutzt wurden. Bei km 0,675 ist eine Anzapfung des Schmalbachs erkennbar, der nördlich um die Teiche in einem Graben umgeleitet wird. Er vereinigt sich mit dem ursprünglichen Bachlauf bei km 0,55. Der Bachlauf darunter zeigt mehrere Stufen.
Zum Tal des Michelbachs hin wird der junge Laubwald am Schmalbach lichter, der Boden stellenweise feucht bis moorig. Der Bachlauf erscheint auf etwa 100 m Länge vor dem befestigten Weg durch das Michelbachtal begradigt, so wie er es auf den letzten 75 m im eingezäunten Gelände der Firma Naturefish ist. Dort mündet der Schmalbach unter Backofenkopf im Norden und Bernhardskopf im Osten fast 1 hm tiefer als an seiner Quelle von rechts in den Michelbach ⊙.

Impressionen vom Schmalbach
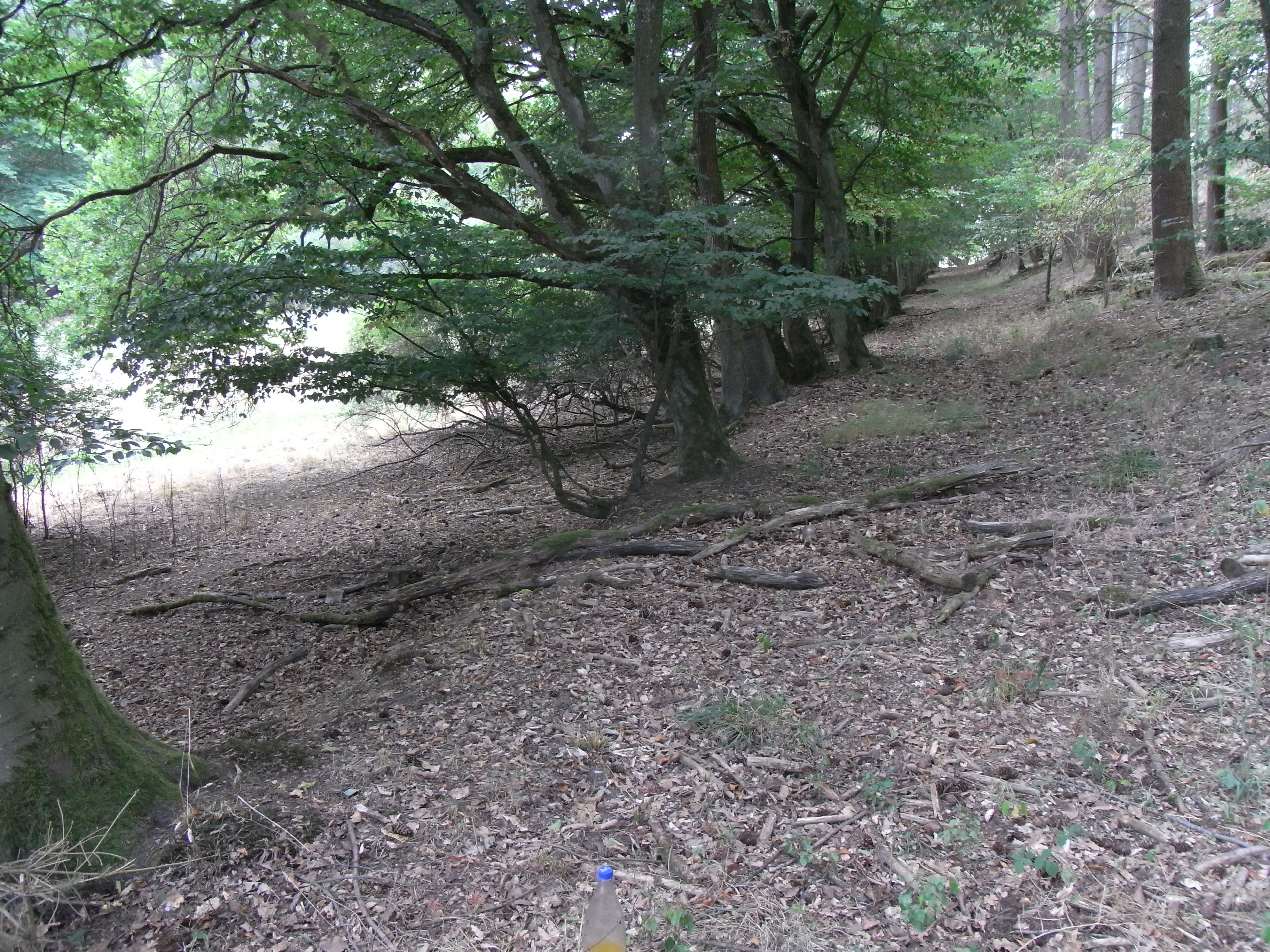
Weg parallel Bach
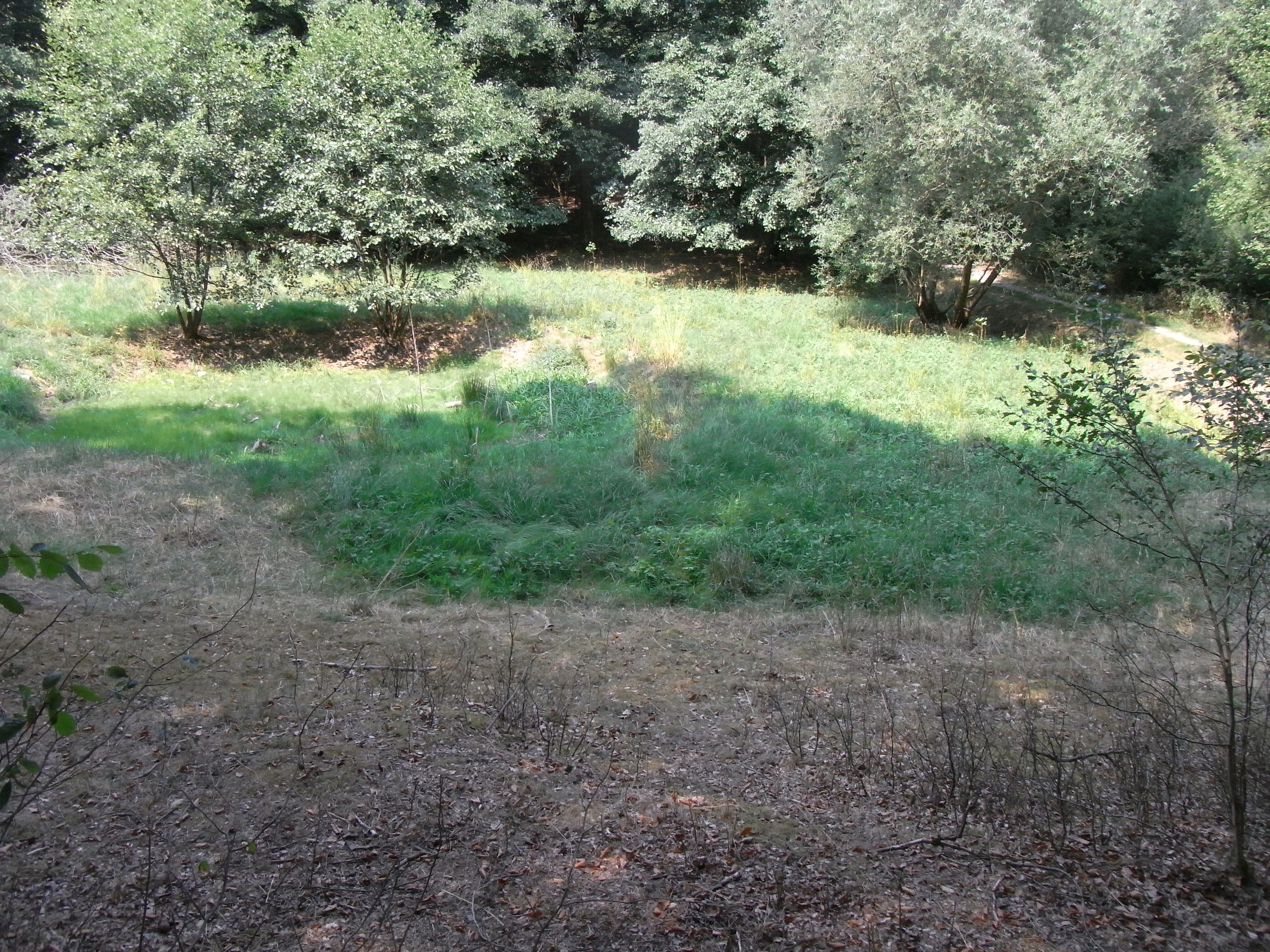
Verlandete Fischteiche
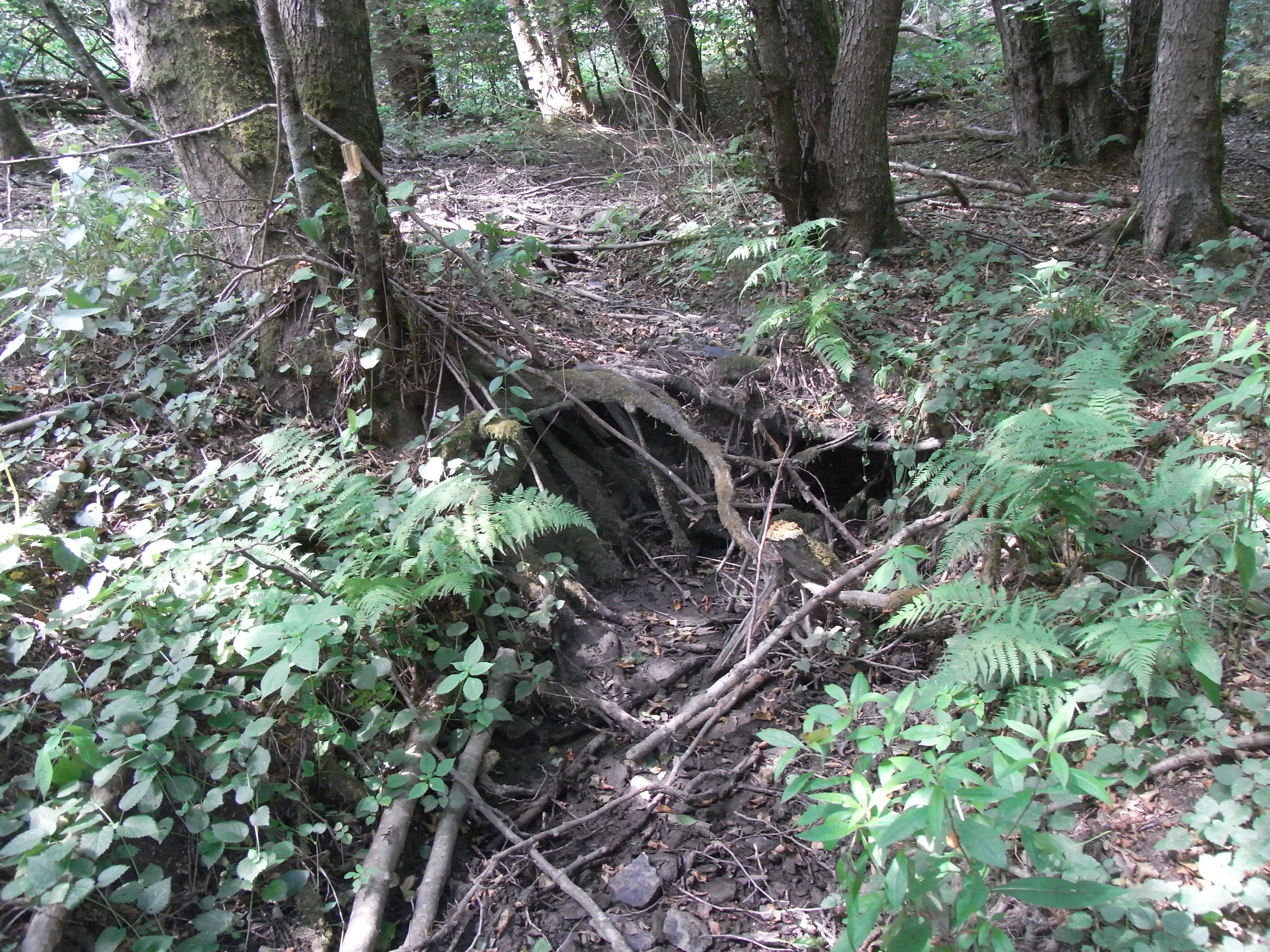
Stufen im Bach
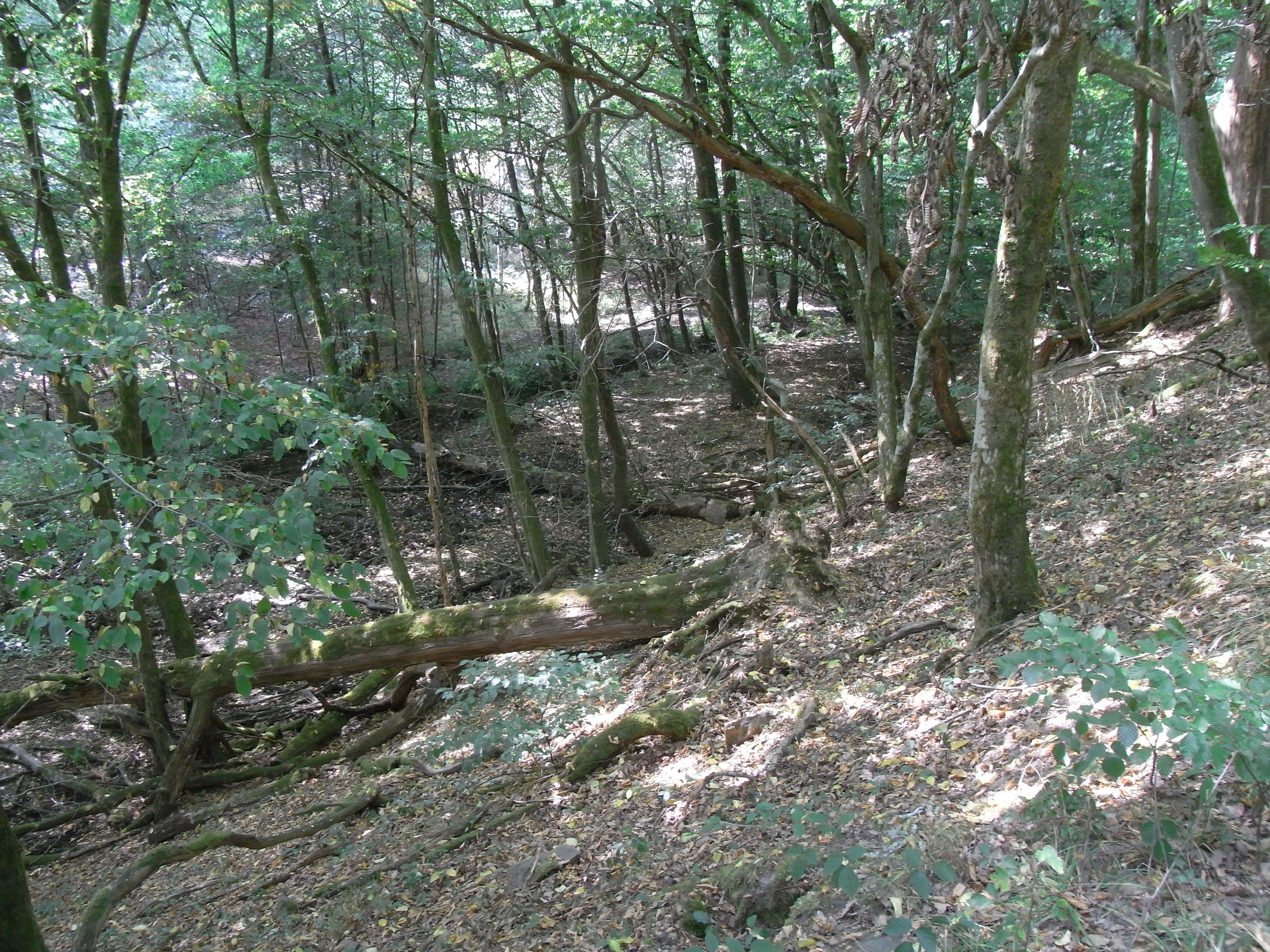
Zugewachsenes Tal

### Zuflüsse
- Ein namenloser Bach vom „Wasserwerk Wernborn 1933“ beim Wenzelborn (links), etwa ¼ km[2], Fluss-km 0,9

Im FFH-Gebiet Usa zwischen Wernborn und Ober-Mörlen und im Hang des dominierenden Hasenbergs entspringt er dem Abfluss eines Wernborner Wasserwerks von 1933 auf Eschbacher Gebiet auf 354 m ü. NN ⊙. Entlang eines unbefestigten Waldwegs hoch zum Gewann Im Wenzelborn erstreckt sich eine alte Runse als Fortsetzung bis zu einer Pferdekoppel an einem befestigten Feldweg. Das Rinnsal beginnt am Ende der planierten Aufschüttung mit dem Zugang zum in den Waldboden eingelassenen Gebäude und zwei aus dem Boden ragenden Kanaldeckeln (einer Eisenguss mit Entlüftungsstutzen, der andere aus Betonteilen) in der Runse. Bergab wird es am linken Ufer von dem unbefestigten Waldweg begleitet. Etwa 75 m unterhalb der „Quellfassung“ überbrückt ein aufgelassener Weg vom Waldrand und der Unteren Schmalbach den Zufluss. Etwa 60 m weiter gelangt er auf Wernborner Gebiet, nach weiteren 100 m gelangt er zur Feuchtwiese mit dem Schmalbach. Hier verliert er sich auf den letzten 1–2 dam zwischen Pflanzeninseln und scheint zu versiegen oder überwachsen worden zu sein, um nachher auf 354 m ü. NN aus seitlichen Quellen sich doch noch in den Schmalbach zu ergießen ⊙.

Namenloser Bach vom „Wasserwerk Wernborn 1933“ beim Wenzelborn
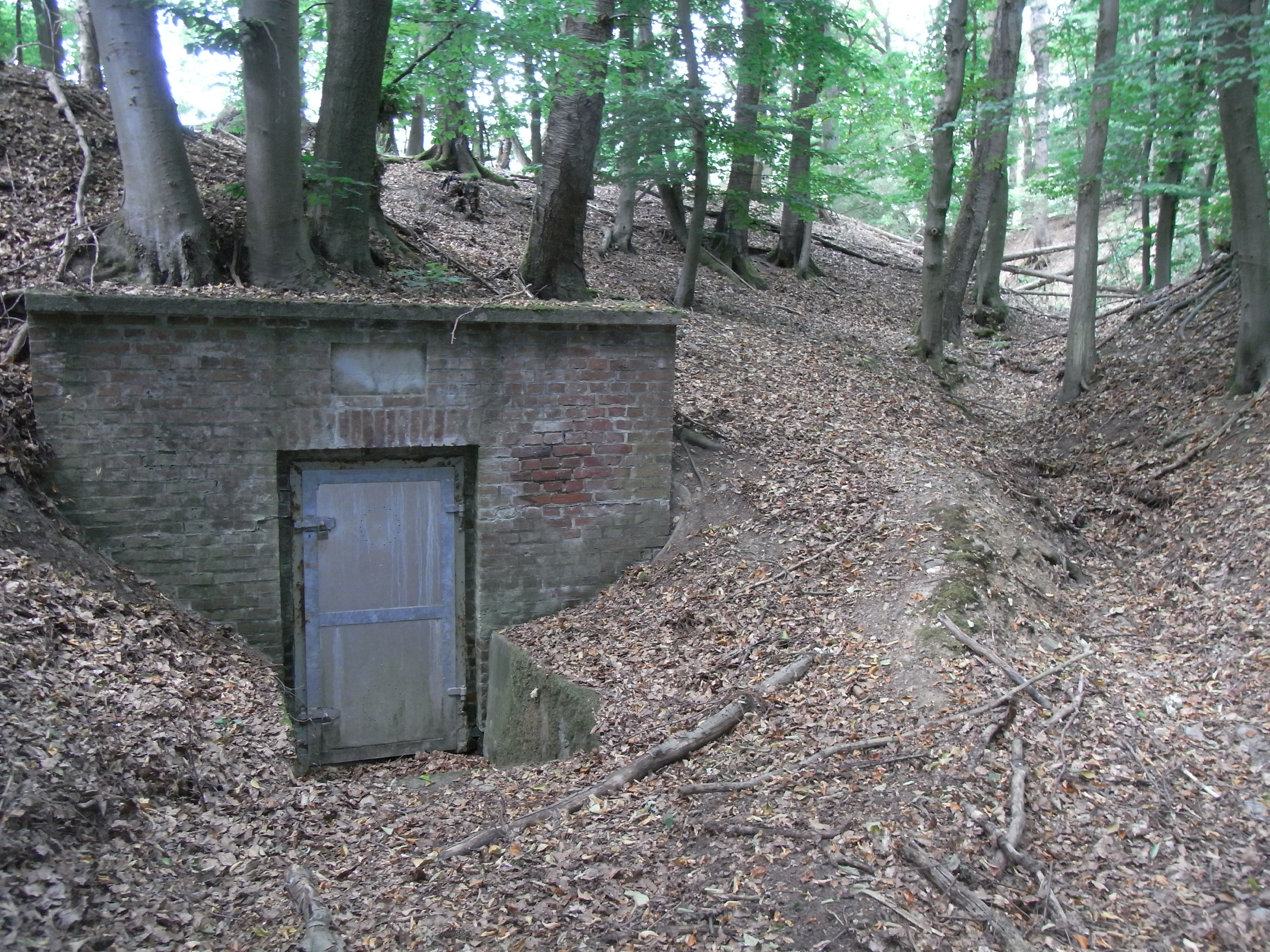
Wasserwerk
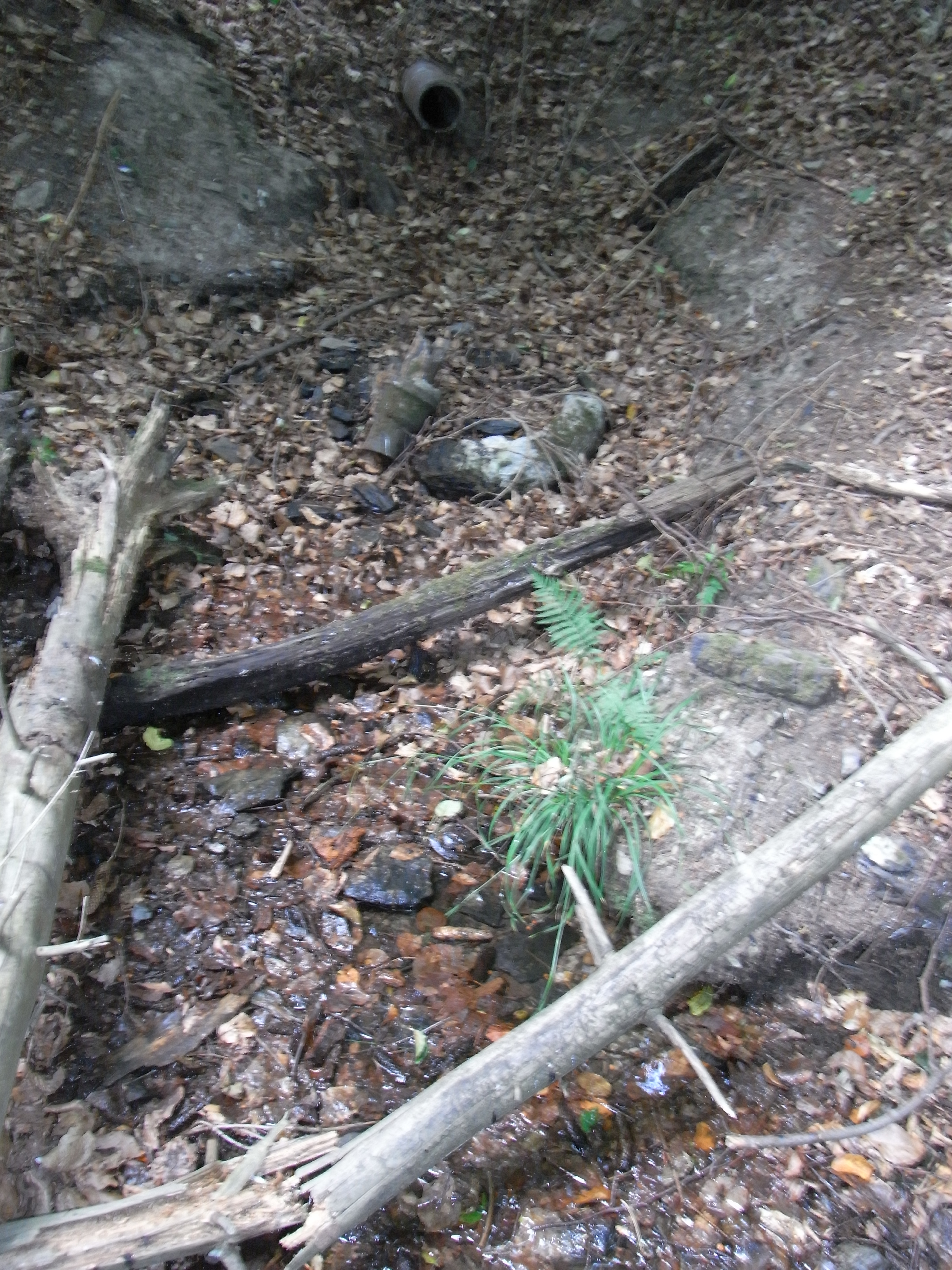
Quelle Zufluss
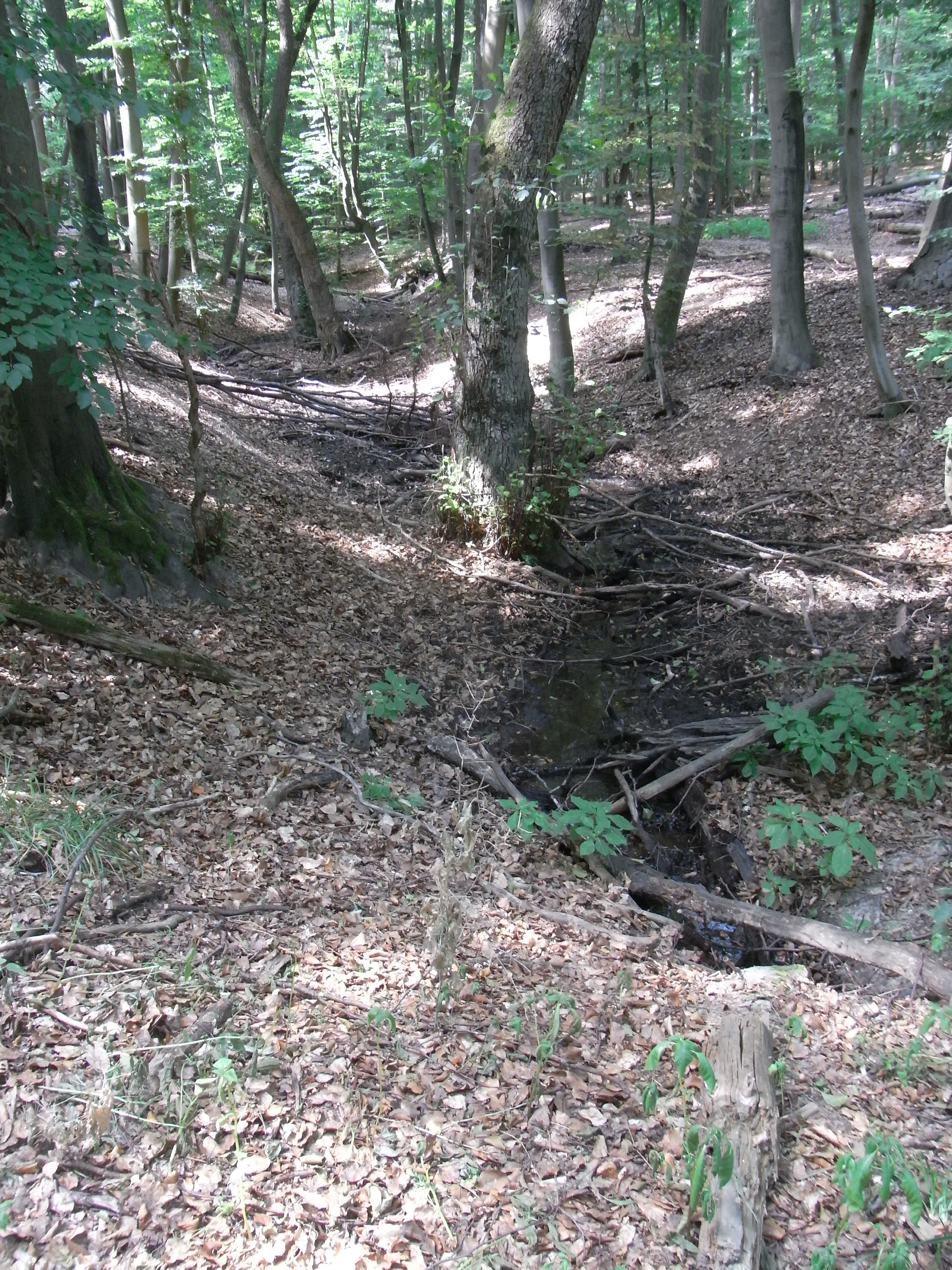
Zufluss über Weg
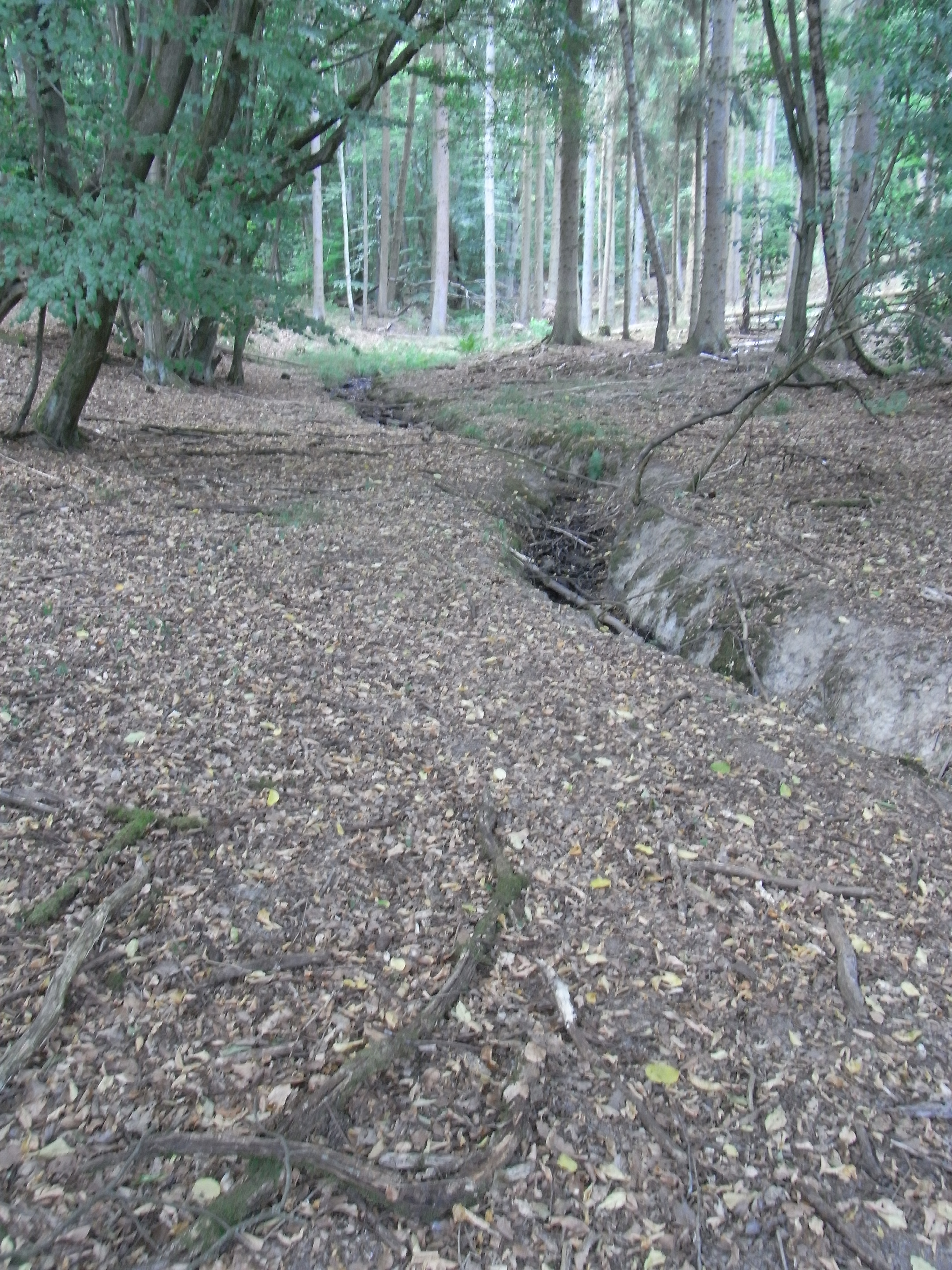
Zufluss unter Weg

- Ein namenloser Bach von der „Esperheck“ (links), etwa ¼ km[2], Fluss-km 0,6

Auf Eschbacher Gebiet im Hang des Hasenbergs, im Ostrand einer Nadelholzinsel, die östlich von einem steilen unbefestigten Weg begleitet wird, entspringt er mehreren Suhlen mit Sickerquellen. Und versiegt bald wieder. Die höchste dieser Quellmulden liegt auf 354 m ü. NN ⊙ in der Kurve eines befestigten Hauptwaldwegs zum Gewann An der Esperheck. Im Gelände ist deutlich eine Runse erkennbar, das Einsprengsel von Nadelwald spricht für ein erhöhtes Wasserdargebot in diesem Raum. Frische Abflussspuren sind nicht erkennbar, doch existiert ein Durchlass an einem aufgelassenen Weg das Schmalbachtal längs entlang. Das Bachbett verliert sich im Waldboden nahe dem querenden Weg über den Schmalbach ⊙.

Namenloser Bach von der „Esperheck“
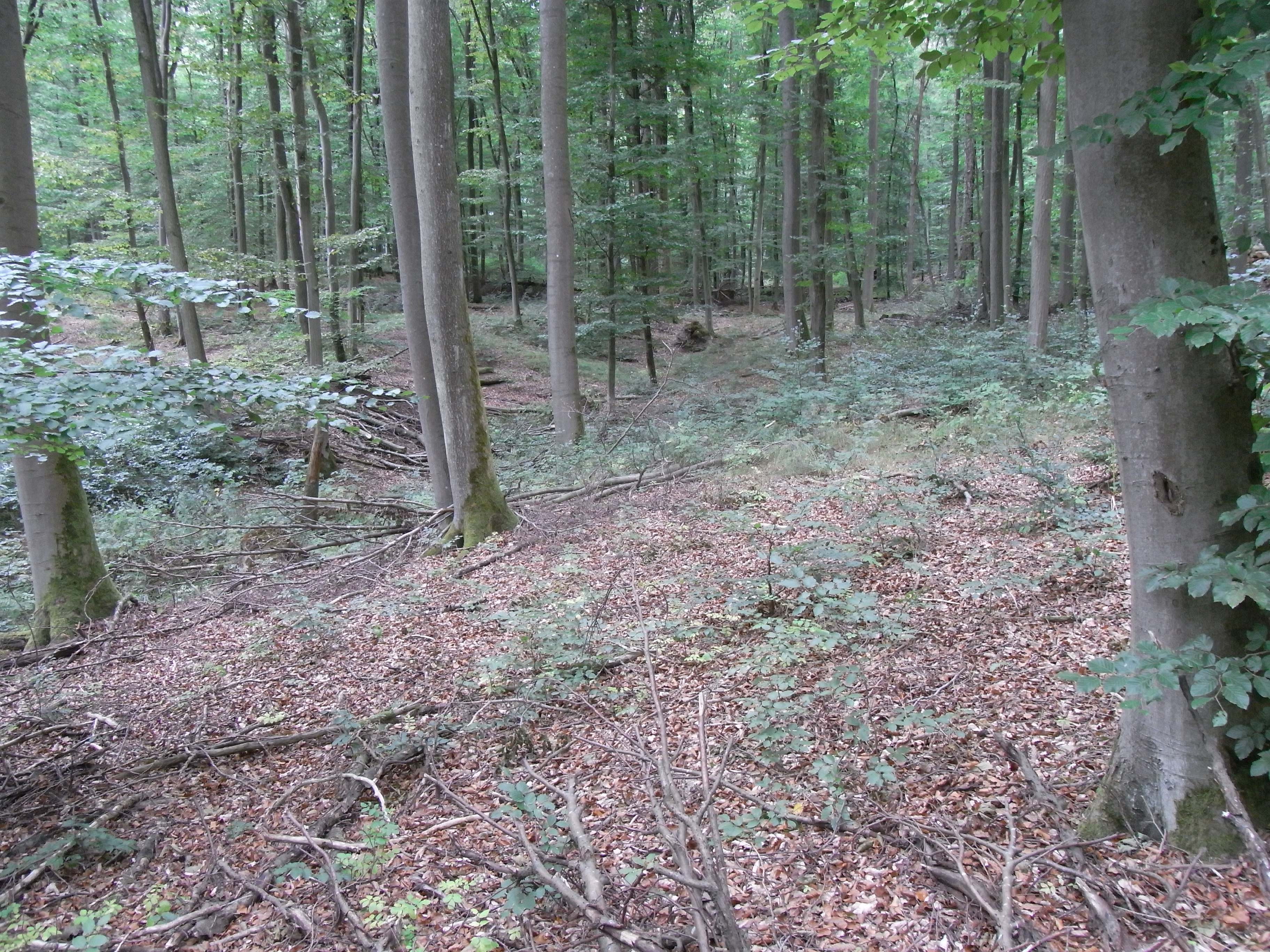
Runse oben
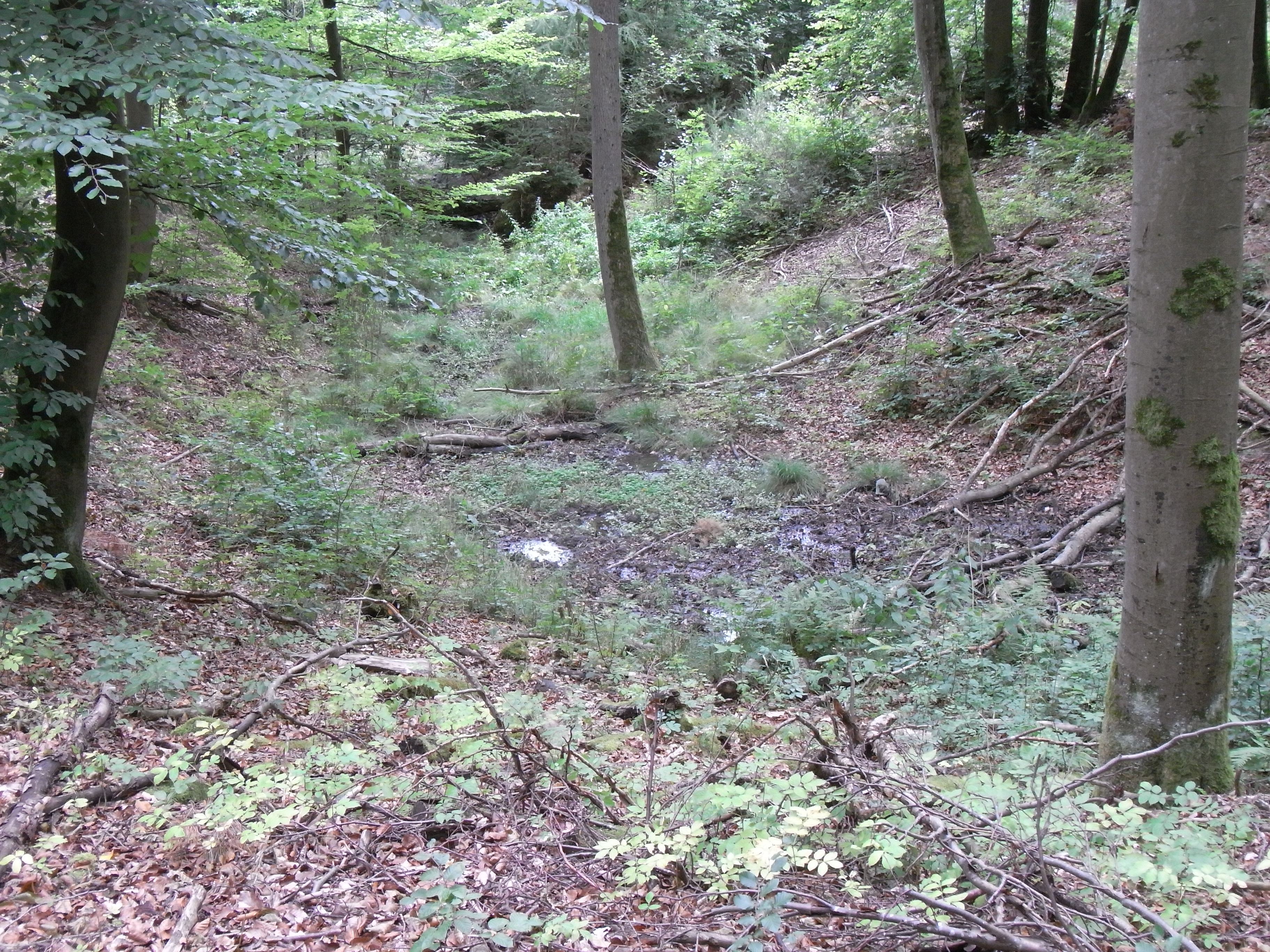
Sickerquellen
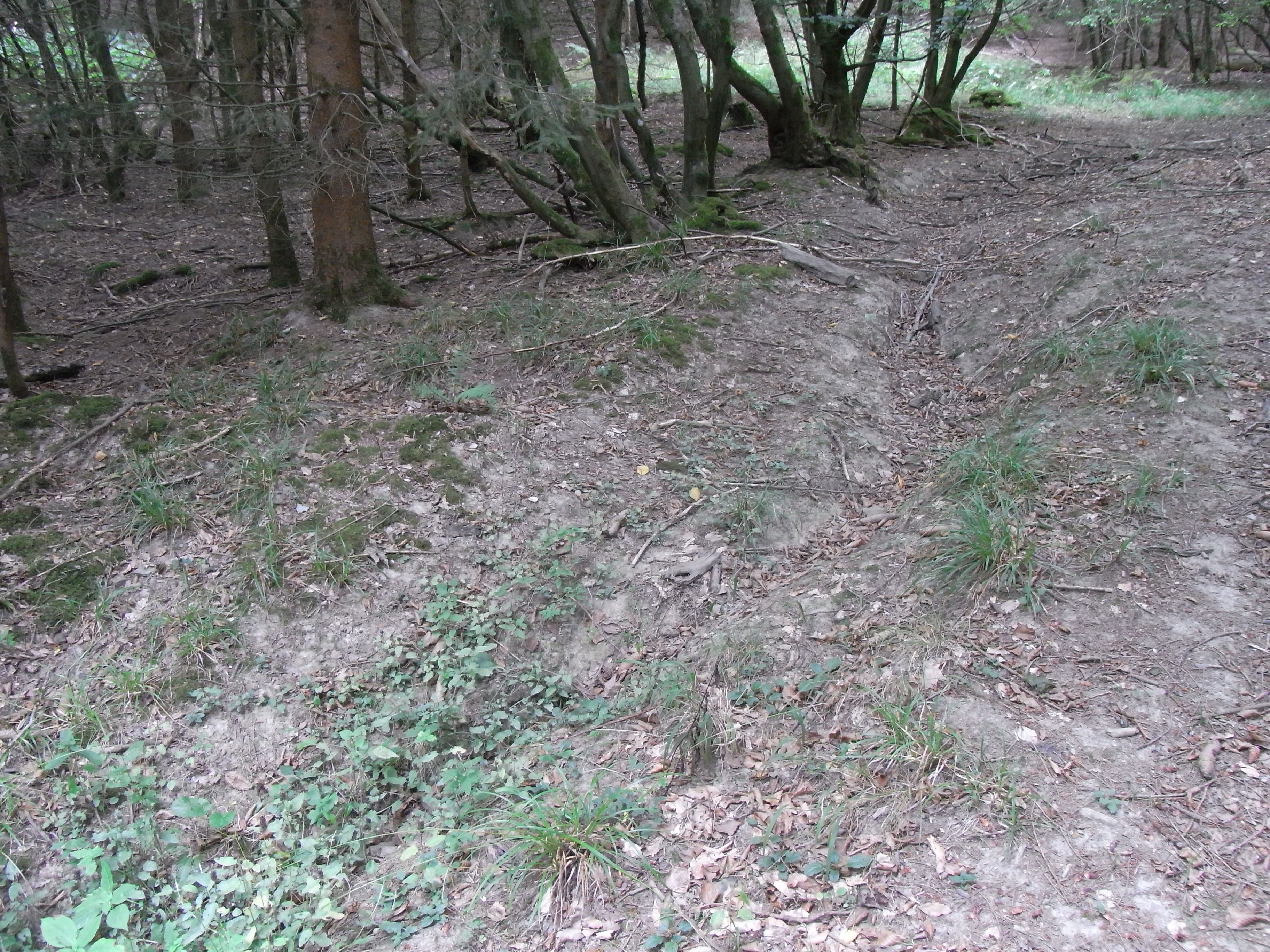
Unten angelangt
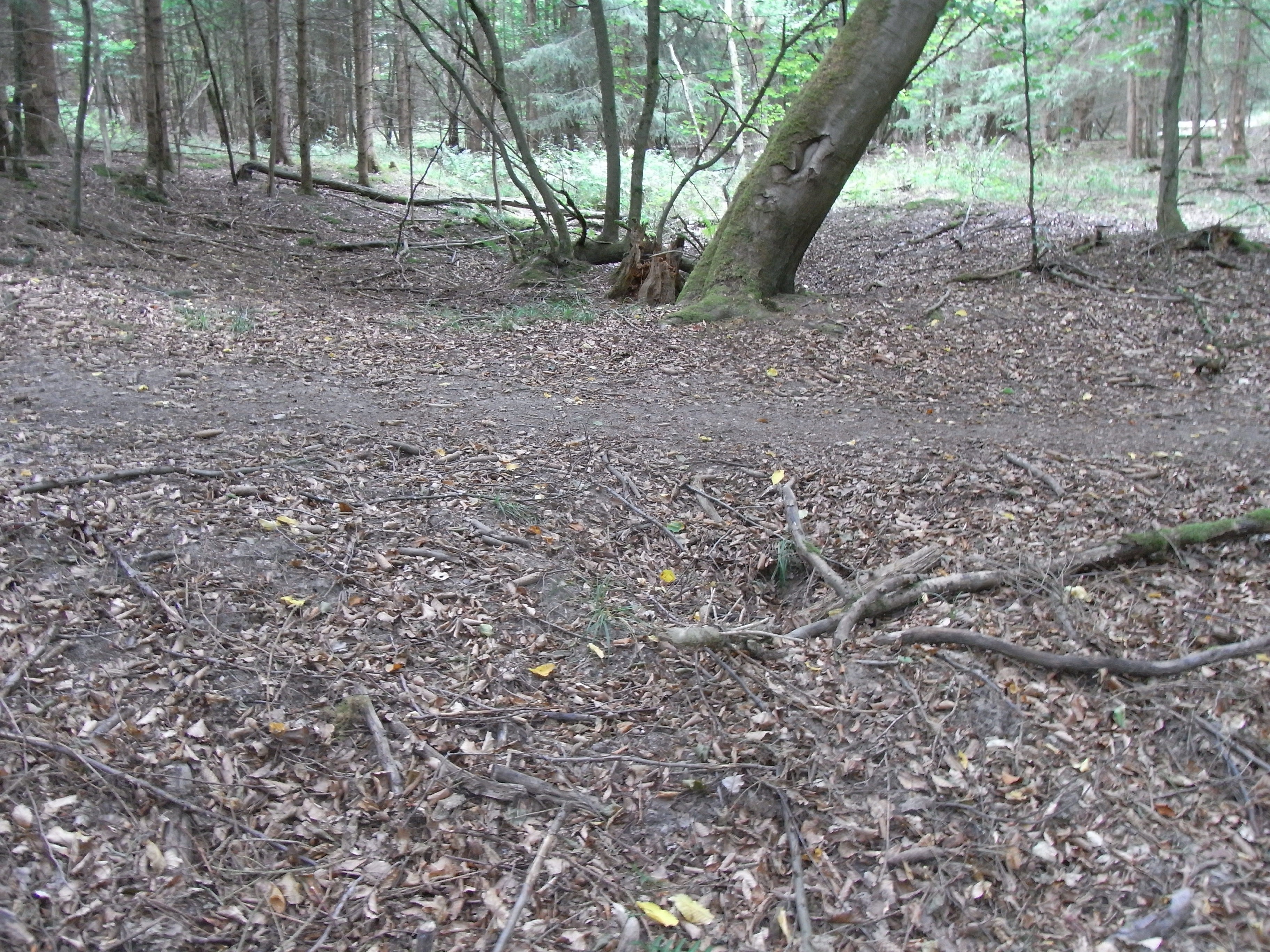
Durchlass Längsweg Tal

### Einzugsgebiet
Der Schmalbach entwässert etwa 1,5 km² über den Michelbach in die Usa. Das Einzugsgebiet hat ungefähr die Kontur einer dicken Spindel, deren Achse sich von der Westspitze, wo im Buchwald die höchste Erhebung darin zwischen den Usinger Stadtteilen Michelbach und Eschbach über 425 m ü. NN Höhe erreicht, bis zur Mündung ganz im Osten etwa 2,2 km weit erstreckt. Quer dazu misst es etwa 1,0 km. Seine nordwestliche und nordöstliche Wasserscheide verläuft gegen den oberen Michelbach, die südöstliche gegen den abwärtigen. Jenseits der südlichen zieht der Dittenbach zur Usa, hinter der südwestlichen schließt das Einzugsgebiet des Usa-Zuflusses Eschbach an.

### Flusssystem Usa
- Fließgewässer im Flusssystem Usa